# جوشکاری پلاستیک
جوشکاری اولتراسونیک یا فراصوت، یکی از معروف ترین روش های مورد استفاده در صنعت جوشکاری است. در این فرایند صنعتی، ارتعاشات فراصوت به قطعاتی که تحت فشار در کنار هم نگه داشته شده اند، اعمال می شود تا یک جوش حالت جامد ایجاد شود. برای این کار از انرژی فراصوت در بسامد های بالا (۲۰ تا ۴۰ کیلو هرتز) استفاده می شود تا ارتعاشات مکانیکی با دامنه ی کم (۱تا ۲۵ میکرو متر) ایجاد شود. این روش معمولا برای جوشکاری پلاستیک ها و فلزات، و به خصوص برای اتصال قطعات غیرمشابه استفاده می شود. این روش، سریع و اقتصادی است؛ به سادگی خودکار می شود و برای تولید انبوه مناسب است، به طوری که می توان سرعت تولید قطعات را تا ۶۰ قطعه در دقیقه بالا برد. در جوشکاری اولتراسونیک، نیازی به پیچ، میخ، لحیم کاری، یا چسب برای پیوستن مواد به یکدیگر نیست. درهنگام جوش دادن فلزات، یک ویژگی قابل توجه این روش این است که دما پایین تر از دمای ذوب مواد درگیر، باقی می ماند. در نتیجه از هرگونه خواص ناخواسته ای که به دلیل قرار گرفتن در دمای بالا در مواد به وجود می آید، جلوگیری می شود.

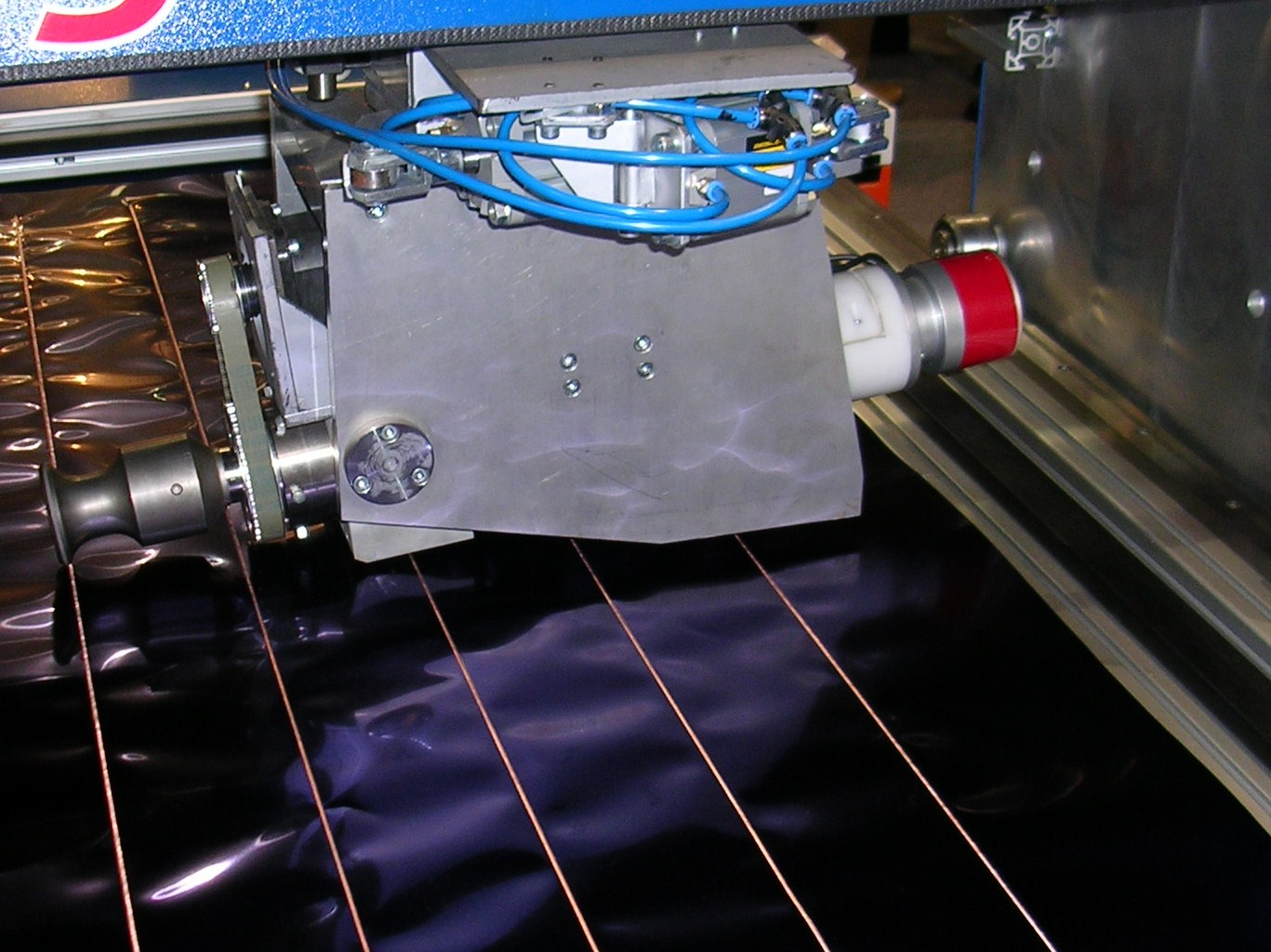
جوشکاری فویل های نازک فلزی به روش اولتراسونیک

## پیشینه
جوشکاری اولتراسونیک برای اولین بار در دهه ی 1940 برای اتصال ترموپلاستیک‌ها اختراع شد و در سال 1965 توسط سیمور لینسلی (به انگلیسی: Seymour Linsley) و رابرت سولوف (به انگلیسی: Robert Soloff) ثبت اختراع شد. در ابتدا تنها پلاستیک های سخت با این روش قابل جوشکاری بودند. رابرت سولوف در آن زمان، مدیر آزمایشگاه Branson Instruments بود و در ادامه شرکت Sonics & Materials را تاسیس کرد که تا به امروز یک صنعت پیشرو در فناوری فراصوت است. سولوف با انجام آزمایش های خیلی دقیق دریافت امواج صوتی اطراف پلاستیک های سفت حرکت کرده و با این حال، امکان جوشکاری ناحیه ی اتصال ترموپلاستیک را فراهم می کنند. این موضوع، انقلابی در صنعت ایجاد کرد؛ چراکه پلاستیک ها دیگر نیازی به گرفتن گرمای بیش از حد برای اتصال به مواد دیگر ندارند.